# Mogiła-abdij
De Mogiła-abdij (Pools: Opactwo Cystersów w Mogile, Latijn: Abbatia B.M.V. de Clara Tumba) is een cisterciënzer klooster in het district Nowa Huta in Krakau, Polen. De abdij werd in 1222 gesticht door de bisschop van Krakau, Iwo Odrowąż. De abdij diende als begraafplaats voor de familie Odrowąż, Mogiła betekent letterlijk graf. De Mogiła-abdij ligt dus ook dicht bij de grafheuvel van Wanda.
Het complex omvat een gestuukte Poolse gotische kerk, de basiliek van het Heilige Kruis en er is ook nog het later aangebouwde (1569) Pools renaissance abtpaleis. Het moederklooster van deze abdij is het voormalige Cisterciënzenklooster van Leubus in Silezië.

## Bouw en renovatie
De abdij werd gebouwd tussen 1219 en 1222 in opdracht van monniken. Toen de abdij in 1241 geplunderd werd tijdens de Eerste Mongoolse invasie van Polen, was er weinig van over, de abdij moest daarom ook gerenoveerd worden. Deze renovatie duurde veel langer dan de bouw zelf (renovatie 25 jaar om bouw 3 jaar). De abdij is in 1260, tijdens de Tweede Mongoolse invasie van Polen door de Gouden Horde opnieuw geplunderd. In 1447 werd de abdij verwoest door een brand. De abdij werd opnieuw verwoest in de 17de eeuw tijdens de Zweedse invasie, de abdij werd vernietigd en alle bewoners werden vermoord, op twee monniken na. 

## Galerij

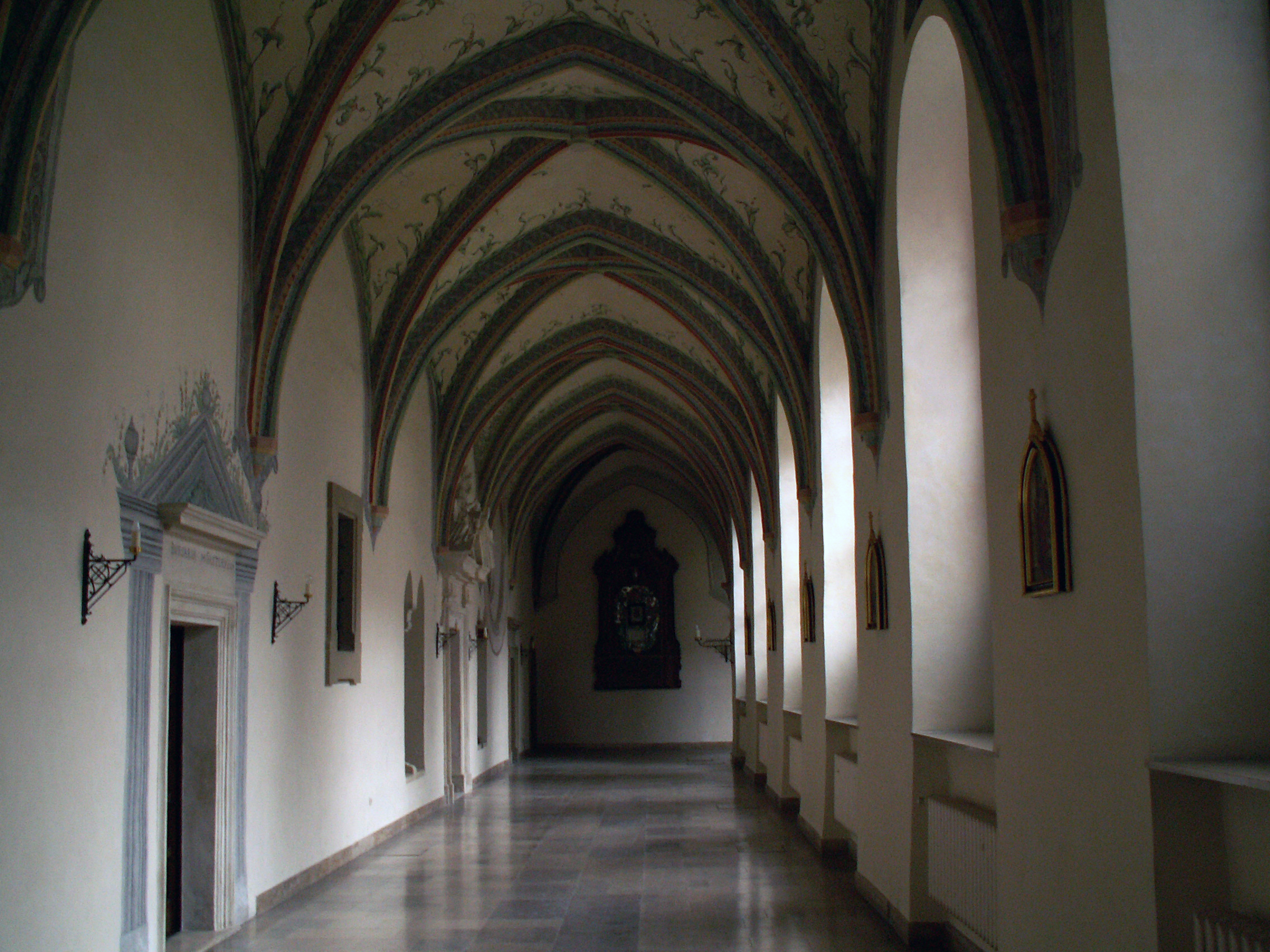
Het klooster
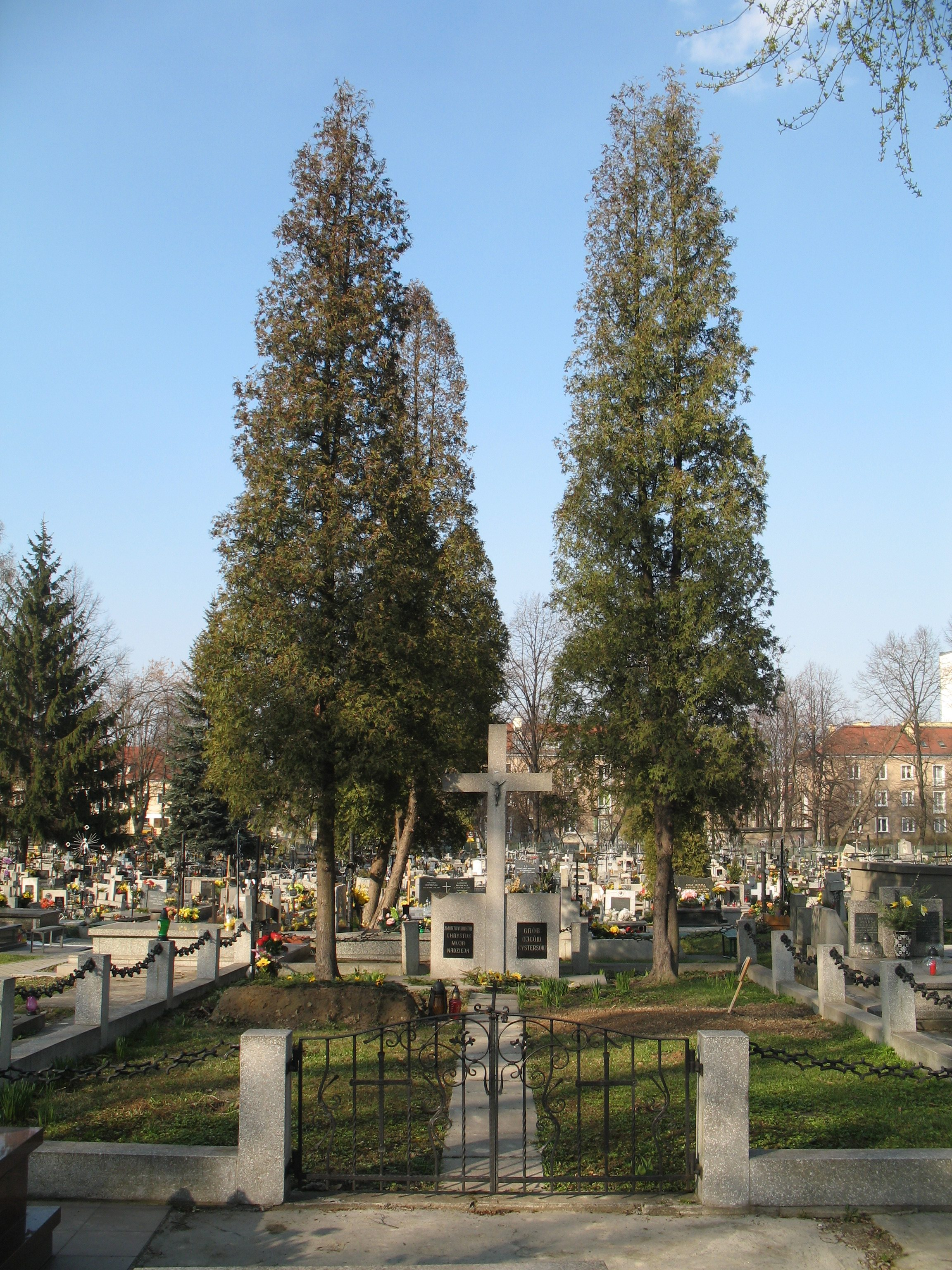
De begraafplaats
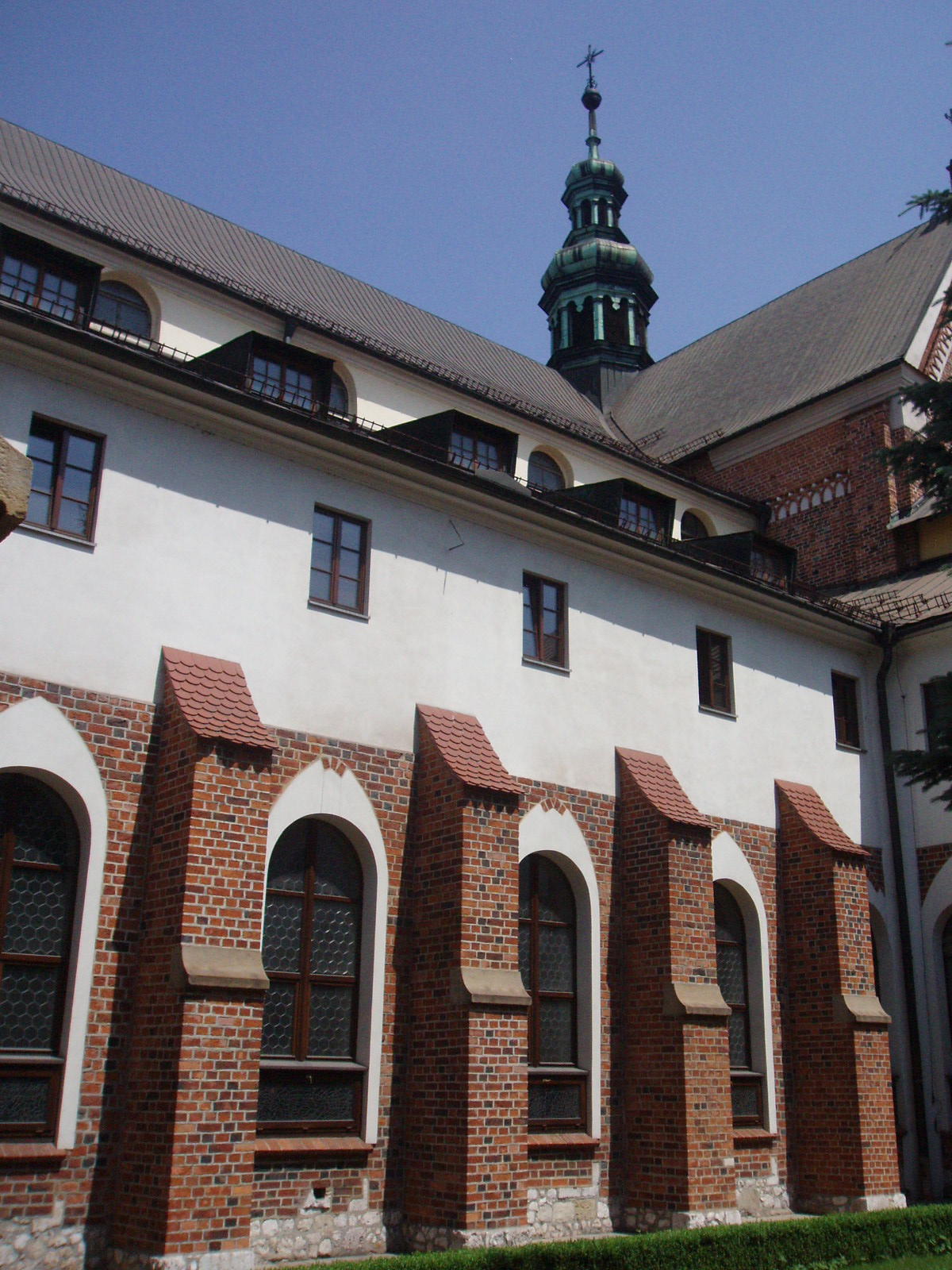
Architectonische details; de binnenplaats
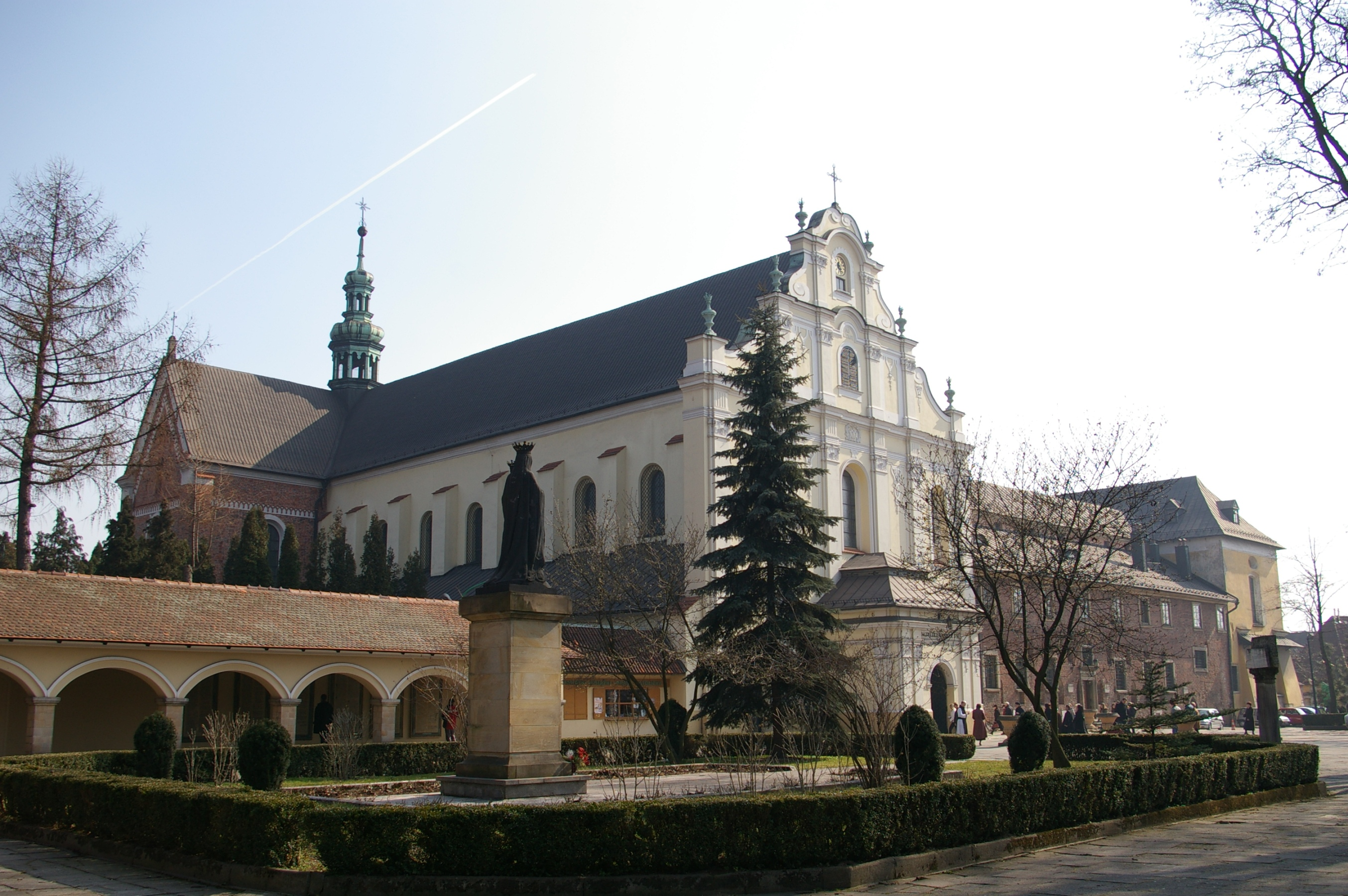
De noordvleugel